# Roland Joffé
Roland Joffé (Londen, 17 november 1945) is een Brits-Frans filmregisseur.
De grootvader van Joffé was de Amerikaans-Britse beeldhouwer Jacob Epstein. Joffé studeerde Engels en dramaturgie in Manchester. Na zijn studies begon hij te werken voor televisie. Zijn eerste werk als filmregisseur was het oorlogsdrama The Killing Fields uit 1984. Joffés debuut werd meteen genomineerd voor zeven Oscars. Uiteindelijk won de film de Oscars voor beste camerawerk, beste montage en beste mannelijke bijrol. Met het historische drama The Mission uit 1986 won Joffé de Gouden Palm in Cannes. Bovendien werd de film bekroond met de Oscar voor beste camerawerk. Zijn film Fat Man and Little Boy uit 1989 handelt over de ontwikkeling van de atoombom. Zijn vierde film was City of Joy met Patrick Swayze uit 1992. In 1995 volgde The Scarlet Letter, een verfilming van de gelijknamige roman van Nathaniel Hawthorne. In 2000 draaide Joffé het historische epos Vatel over de Franse kok François Vatel. Zijn horrorfilm Captivity trok vooral de aandacht vanwege de agressieve mediacampagne, maar publiek noch critici konden de prent smaken. Uit zijn relatie met de actrice Cherie Lunghi heeft Joffé een dochter en uit zijn relatie met actrice Jane Lapotaire een zoon. Zijn dochter Nathalie Lunghi is actrice en zijn zoon Rowan Joffé werkt als scenarioschrijver.

## Filmografie
- 1984: The Killing Fields
- 1986: The Mission
- 1989: Fat Man and Little Boy
- 1992: City of Joy
- 1995: The Scarlet Letter
- 1999: Goodbye Lover
- 2000: Vatel
- 2007: Captivity
- 2010: You and I
- 2010: There Be Dragons
- 2011: Singularity